# 427
427 (CDXXVII) var ett normalår som började en lördag i den julianska kalendern.

## Händelser

### Okänt datum
- Pyongyang utnämns till huvudstad i Goguryeoriket av kung Jangsu.
- Bonifatius förklaras som rikets fiende i Västrom.

## Födda
- Gao av Södra Qi, kinesisk kejsare.

## Avlidna
- 24 december – Sisinius I, patriark av Konstantinopel.
- Guisin, kung av Baekje.